# Duncan James
Duncan James, celým jménem Duncan Matthew James Inglis (* 7. dubna 1978 Salisbury), je britský zpěvák, herec a televizní moderátor.

## Dětství
Narodil se 7. dubna 1978 v Salisbury, Wiltshire svojí tehdy dvaadvacetileté matce Fioně Inglis. Otec Simon Roscoe, opustil Fionu, když byla těhotná. James byl vychováván jako katolík. Navštěvoval Dumpton School (kde jeho dědeček pracoval jako učitel hudby) v Blandfor Forum, poté Corfé Hills School v Corfé Millen a nakonec Sidmouth College ve Východním Devonu, kde začal hrát v divadle. Jedna z jeho prvních rolí byl Dr. Watson v Sherlocku Holmesovi

## Kariéra

### Blue
Na začátku roku 2000, James, společně s Antonym Costou přesvědčili Lee Ryana a Simona Webba aby vytvořili skupinu Blue. Roku 2001 vydalo Blue jejich první singl „All Rise“ , který se vyšplhal až na horní žebříčky hitparád. Roku 2004 vydali singl „Curtain Falls“ , který se dostal mezi Top 10 nejhranějších písní ve Velké Británii.
James společně se členy skupiny Blue v roce 2011 reprezentovali Velkou Británii na Eurovision Song Contest 2011 v Německu. Skončili na 11. místě se 100 body.
Tento rok jsou Blue zpět s jejich novým singlem „Hurt Lovers“, který je první písní na jejich nově vydaném albu „Roulette“ 

### Sólová kariéra
V říjnu 2004 vydal James s britskou zpěvačkou Keedie singl „I believe my heart“ , který postoupil do UK singles chart na druhém místě. V roce 2006 se James vrátil zpět na scénu se singlem „Sooner or Later“ . Tento singl ale nebyl příliš úspěšný, dosáhl pouze 35. místa v The Box Téhož roku James vydal singl „Can´t Stop a River“, který byl neúspěšný. Jeho album bylo nebylo v Evropě úspěšné, jak se předpokládalo, kromě Italy, kde se zařadilo na 2. místo mezi Top 10 nejprodávanějších alb. Jamesova sólová kariéra skončila roku 2007, kdy vydal svůj dosud poslední singl „Amazed“ , který také nebyl objektem zájmu.

## Osobní život
Podle intervia s Gabby Logan na BBC Radio 5 Live 28. července 2007, je James pravnuk Herberta Chapmana, manažera fotbalového týmu Arsenal. Roku 2009 přiznal v interviu s News of the World svoji bisexuální orientaci. V současné době James žije v Hatfieldu, v Hertfordshire. Má dceru Tianie Finn s bývalou přítelkyní Claire Grainger.

## Diskografie

### Alba
| Rok  | Detaily                                                                       | Vrcholové pozice | Vrcholové pozice | Vrcholové pozice | Vrcholové pozice | Vrcholové pozice |
| Rok  | Detaily                                                                       | UK               | FRA              | IRE              | BEL              | ITA              |
| ---- | ----------------------------------------------------------------------------- | ---------------- | ---------------- | ---------------- | ---------------- | ---------------- |
| 2006 | Future Past - Vydáno: 12 June 2006 - Jméno: Innocent Records - Formát: CD, LP | 55               | 68               | 55               | 25               | 2                |

### Písně
| Rok  | Název                                                                                   | Pozice           | Pozice | Album                     |
| Rok  | Název                                                                                   | UK Singles Chart | ITA    | Album                     |
| ---- | --------------------------------------------------------------------------------------- | ---------------- | ------ | ------------------------- |
| 2004 | „I Believe My Heart“ (Duncan James a Keedie)                                            | 2                | 13     | I Believe My Heart Keedie |
| 2006 | „Sooner or Later“                                                                       | 35               | 3      | Future Past               |
| 2006 | „Can't Stop A River“                                                                    | 59               | 23     | Future Past               |
| 2006 | „Amazed“                                                                                | 71               | —      | Future Past               |
| 2008 | „Greatest Love of All“ (Duncan James feat. Rachel Stevens & Children of Fight For Life) | —                | —      | Charita                   |